# Freddy Coronel
Freddy Javier Coronel Ortiz (* 22. Juli 1989 in Asunción) ist ein ehemaliger paraguayischer Fußballspieler. Er wurde im zentralen oder defensiven Mittelfeld eingesetzt.

## Karriere

### Verein
Freddy Coronel begann seine Profikarriere 2010 beim Club Libertad. Nach einer weiteren Station beim Club Sol de América gelang ihm 2011 bei Sportivo Luqueño der Durchbruch in der Primera Profesional. Seit 2014 war der zentrale Mittelfeldspieler auch bei mehreren Klubs im Ausland aktiv. Erste Erfahrung außerhalb Paraguays sammelte er in Argentinien bei Independiente Rivadavia. Anschließend lief er in Kasachstan für Aqschajyq Oral und den FK Qysyl-Schar SK auf. Nach einer Rückkehr nach Paraguay wechselte Coronel zu Independiente de Cauquenes in die chilenische Segunda División. Seit 2023 ist er wieder zurück in seinem Heimatland und läuft für Vereine in der División Intermedia auf.

### Nationalmannschaft
Freddy Coronel nahm mit der U20-Nationalmannschaft an der Südamerikameisterschaft 2009 in Venezuela teil. Der Mittelfeldspieler bestritt alle Turnierspiele für den Vize-Südamerikameister, der sich mit diesem Ergebnis auch für die im September stattfindende Weltmeisterschaft in Ägypten qualifizierte.

## Erfolge
U20-Nationalmannschaft
- Vize-Südamerikameister: 2009